# استیونسون
استیونسون یک نام خانوادگی انگلیسی به معنی «پسر استیون» است که می‌تواند به افراد زیر اشاره داشته باشد:
- آدلی استیونسون یکم
- آدلای استیونسون دوم
- آدلی استیونسن سوم
- آدونیس استونسون
- الکساندرا استیونسون
- ایان استیونسن
- پارکر استیونسون
- تئوفیلو استونسون
- توبی استیونسون
- جان استیونسن
- جولیت استیونسون
- رابرت لویی استیونسن
- ری استیونسون
- سوزان استیونسن
- مک‌لین استیونسون